# Candida ethanolica
Candida ethanolica är en svampart som beskrevs av Rybárová, Štros & Kock.-Krat. 1980. Candida ethanolica ingår i släktet Candida, ordningen Saccharomycetales, klassen Saccharomycetes, divisionen sporsäcksvampar och riket svampar.   Inga underarter finns listade i Catalogue of Life.